# Список руководителей Ярославской области
Список руководителей Ярославской области (образована 11 марта 1936 года при разделении Ивановской Промышленной области).

## Руководители области на стадии организации
- Заржицкий, Григорий Григорьевич — председатель Организационного комитета Президиума ВЦИК по Ярославской области (17.3 — 12.11.1936)
- Вайнов, Антон Романович — 1-й секретарь Организационного бюро ЦК ВКП(б) по Ярославской области (3.1936 — 30.1.1937)
- Нефёдов, Иван Андреевич — 2-й секретарь Организационного бюро ЦК ВКП(б) по Ярославской области (? — 30.1.1937)

## Председатели исполнительного комитета областного совета
- Заржицкий, Григорий Григорьевич (11.1936 — 7.1937)
- Фомин, Василий Кузьмич (7.1937 — 10.10.1937)
- Кондаков, Александр Андреевич (10.1937 — 1938)
- Большаков, Дмитрий Алексеевич (1938—1940)
- Гогосов, Владимир Антонович (1940 — 2.1943)
- Гаврилов, Николай Афанасьевич (2.1943 — 12.1945)
- Правоторов, Николай Иванович (12.1945—1947)
- Смирнов, Михаил Петрович (1947 — 10.1949)
- Пашкин, Николай Семёнович (10.1949 — 10.1950)
- Виноградов, Василий Михайлович (10.1950 — 1951)
- Орлов, Михаил Леонидович (1952—1957)
- Борисенко, Анатолий Семёнович (1957—1959)
- Зайцев, Леонид Иванович — председатель ИК облсовета (1959 — 12.1962), председатель ИК сельского облсовета (12.1962 — 12.1964)
- Клименко, Иван Ефимович — председатель ИК промышленного облсовета (12.1962 — 12.1964)
- Торопов, Василий Фёдорович (12.1964 — 1979)
- Попов, Владимир Иванович (1979—1985)
- Горулёв, Владимир Фёдорович (1985—1990)
- Ковалёв, Владимир Андреевич (18.3.1990 — 3.12.1991)

## Главы областного комитетаВКП(б)/КПСС

### Первые секретари
Первые секретари обкома и горкома
- Вайнов, Антон Романович — 1-й секретарь оргбюро ЦК ВКП(б) по Ярославской области (03.1936-30.01.1937), 1-й секретарь областного комитета ВКП(б) (3.2.1937 — 7.6.1937)
- Зимин, Николай Николаевич (12.6.1937 — 5.2.1938)
- Пересторонин, Василий Петрович — и. о. (5.2.1938 — 4.[22.5.]1938)
- Шахурин, Алексей Иванович — и. о. (4.[22.5.]1938 — 25.7.1938), в должности (30.7.1938 — 1.1939)
- Патоличев, Николай Семёнович (1.1939 — [28.12.1941].1.1942)
- Канунников, Михаил Яковлевич ([28.12.1941] — [11.7.]1942)
- Ларионов, Алексей Николаевич (11.7.1942 — 26.8.1946)
- Турко, Иосиф Михайлович (26.8.1946 — 25.2.1949)
- Ситников, Георгий Семёнович (1.3.1949 — 8.1952)

Первые секретари обкома
- Лукьянов, Владимир Васильевич (8.1952 — 2.1954)
- Алфёров, Павел Никитович (5.1954 — 27.4.1957)
- Баринов, Борис Агафонович (27.4.1957 — 17.6.1961)
- Лощенков, Фёдор Иванович — 1-й секретарь областного комитета КПСС (17.6.1961 — 1.1963), 1-й секретарь промышленного областного комитета КПСС (1.1963 — 12.1964), 1-й секретарь областного комитета КПСС (12.1964 — 23.6.1986)
- Торопов, Василий Фёдорович — 1-й секретарь сельского областного комитета КПСС (1.1963-12.1964)
- Толстоухов, Игорь Аркадьевич (23.6.1986 — 27.10.1990)
- Калинин, Сергей Александрович (27.10.1990 — 8.1991)

### Вторые секретари
- Нефёдов, Иван Андреевич (3.2 — 7.6.1937)
- Полумордвинов, Григорий Афанасьевич (12.6 — 10.1937)
- Саломахин, Павел Яковлевич (? — 25.7.1938)
- Репин, Владимир Иванович (1938—1939?)
- Ларионов, Алексей Николаевич (1940 — 7.1942)
- Егоров, Александр Николаевич (7.1942 — 1943)
- Подшивалов, Иван Кузьмич (ок. 1945)
- Марков, Владимир Михайлович (ок. 1947)
- Нечипоренко, Всеволод Филиппович (1952—1955)
- Орлов, Михаил Леонидович (1959)
- Клименко, Иван Ефимович (3.1961 — 1.1963)
- Морозов, Николай Петрович (1966—1971)
- Попов, Владимир Иванович (1975—1979)
- Горулёв, Владимир Фёдорович (1979—1985)
- Толстоухов, Игорь Аркадьевич (1985 — 23.6.1986)
- Дорофеев, Владимир Михайлович (1988)

## Руководители Ярославской области
- Весело́в, Александр Николаевич — председатель облсовета (3.12.1991 — 27.10.1993)
- Лисицын, Анатолий Иванович — и. о. главы администрации (3.12.1991 — 10.09.1992), глава администрации (10.09.1992-12.1995), губернатор (12.1995 — 18.12.2007)
- Вахруков, Сергей Алексеевич — и. о. губернатора (18.12.2007 — 25.12.2007), губернатор (25.12.2007 — 28.04.2012)
- Ястребов, Сергей Николаевич — губернатор (с 05.05.2012 — 28.07.2016)
- Миронов, Дмитрий Юрьевич — губернатор (28.07.2016 — 12.10.2021)
- Евраев, Михаил Яковлевич — врио губернатора (с 12.10.2021)